# Perigea albistriata
Perigea albistriata là một loài bướm đêm trong họ Noctuidae.